# Anna Tenje
Anna Jenny Caroline Tenje, född Bergkvist 22 oktober 1977 i Värnamo, är en svensk politiker (moderat). Sedan 2022 är hon Sveriges äldre- och socialförsäkringsminister och statsråd i socialdepartementet i regeringen Kristersson.
Tenje var ordinarie riksdagsledamot 2006–2010, invald för Kronobergs läns valkrets. Hon var därefter kommunpolitiker i Växjö kommun, ordförande för tekniska nämnden 2011–2014, ordförande för utbildningsnämnden 2015–2016 och kommunstyrelsens ordförande från 1 januari 2017 fram till att hon blev statsråd 2022.
I oktober 2019 valdes hon till andre vice ordförande för Moderaterna.

## Biografi
Tenje är uppvuxen i en småföretagarfamilj, och var redan i Värnamo aktiv i MUF. Hon blev politisk sekreterare för Moderaterna i Växjö.

### Riksdagsledamot
Tenje var riksdagsledamot 2006–2010. I riksdagen var hon ledamot i konstitutionsutskottet 2006–2010. Hon var även suppleant i miljö- och jordbruksutskottet, sammansatta konstitutions- och utrikesutskottet och Nordiska rådets svenska delegation.